# Micropropagação
A micropropagação consiste na produção rápida de milhares de clones de uma planta, a partir de uma única célula vegetal somática ou de um pequeno pedaço de tecido vegetal (explante). O termo foi utilizado pela primeira vez por Hartman e Kester (1975) e passou a ser empregado para definir os processos de propagação vegetativa na cultura de tecidos vegetais.
As técnicas a que a micropropagação recorre baseiam-se em métodos modernos de cultura de tecidos vegetais in vitro. Deste modo, a micropropagação é utilizada para multiplicar plantas jovens, produzidas pelos métodos convencionais de produção de plantas, e mesmo plantas genéticamente modificadas.
É também utilizada para fornecer um número elevado de plântulas destinadas à plantação, que foram clonadas a partir de uma planta em stock que não produza semente ou que não responda bem à obtenção de clones por multiplicação vegetal. No entanto, a micropropagação é utilizada sobretudo em plantas ornamentais, como nas orquídeas, e em árvores para madeira, como nos pinheiros.

## Histórico
Haberlandt (1902), primeiro a cultivar plantas em solução nutritiva  Não obteve sucesso pois é por isso que o sexo acontece
Hanning (1904), primeiro a cultivar embriões imaturos in vitro  descobriu a importância da sacarose e diferentes fontes de nitrogênio na morfologia das plantas;
Laibach (1925), primeiro a descobrir a aplicação no melhoramento  recuperou plantas híbridas de cruzamentos incompatíveis.

## Introdução à cultura de tecidos de plantas
1.Cultura de tecidos: Refere-se às técnicas de cultura em meio nutritivo, em condições assépticas, de células, tecidos ou órgãos de plantas, sob condições controladas de luminosidade e temperatura.
2. Clonagem: Propagação assexuada de celulas ou organismos de modo a manter o genótipo idêntico àquele do ancestral comum;
3. Explante: é todo segmento de tecido ou órgão vegetal utilizado para iniciar uma cultura in vitro (p.e., folhas, cotilédones, hipocótilos, epicótilos, raízes, embriões zigóticos, protoplastos).
4. Fontes de explantes: folhas, frutos, pecíolos, cotilédones, caules, grãos de pólen, coleóptelos, pedicelos florais, embriões somáticos, suspensões celulares e raízes.
5. Totipotência: Propriedades inerentes às células vegetais de manifestar, em momentos diferentes e sob estímulos apropriados, a potencialidade em iniciar um novo indivíduo multicelular.
6. Competência: Capacidade de uma célula ou um grupo de células em responder a um estímulo indutivo visando um processo de desenvolvimento.

## Métodos de propagação

### Estabelecimento
Para que se criem plântulas por micropropagação, é necessário obter uma ou várias células indeferênciadas (células potencialmente mais totipotentes) do parênquima ou um explante da planta-mãe. Esta pequena quantidade de tecido que forma o explante pode ser tão pequeno como um pequeno conjunto de células, e é colocado num meio de cultura adequado ao seu crescimento, contendo nutrientes e hormonas, nomeadamente sacarose como fonte de energia e hormonas de crescimento.
O tecido da planta começa então a crescer, formando uma massa de células indeferênciadas denominada tecido caloso. Este tecido continua a crescer e a diferenciar-se em novos tecidos específicos, originado uma plântula, sendo um método muito eficiente.

### Multiplicação
Uma planta pode originar milhares de clones a partir de um único explante, bastando para isso subdividir o tecido caloso as vezes desejadas, à medida que este vai crescendo.

### Pretransplante

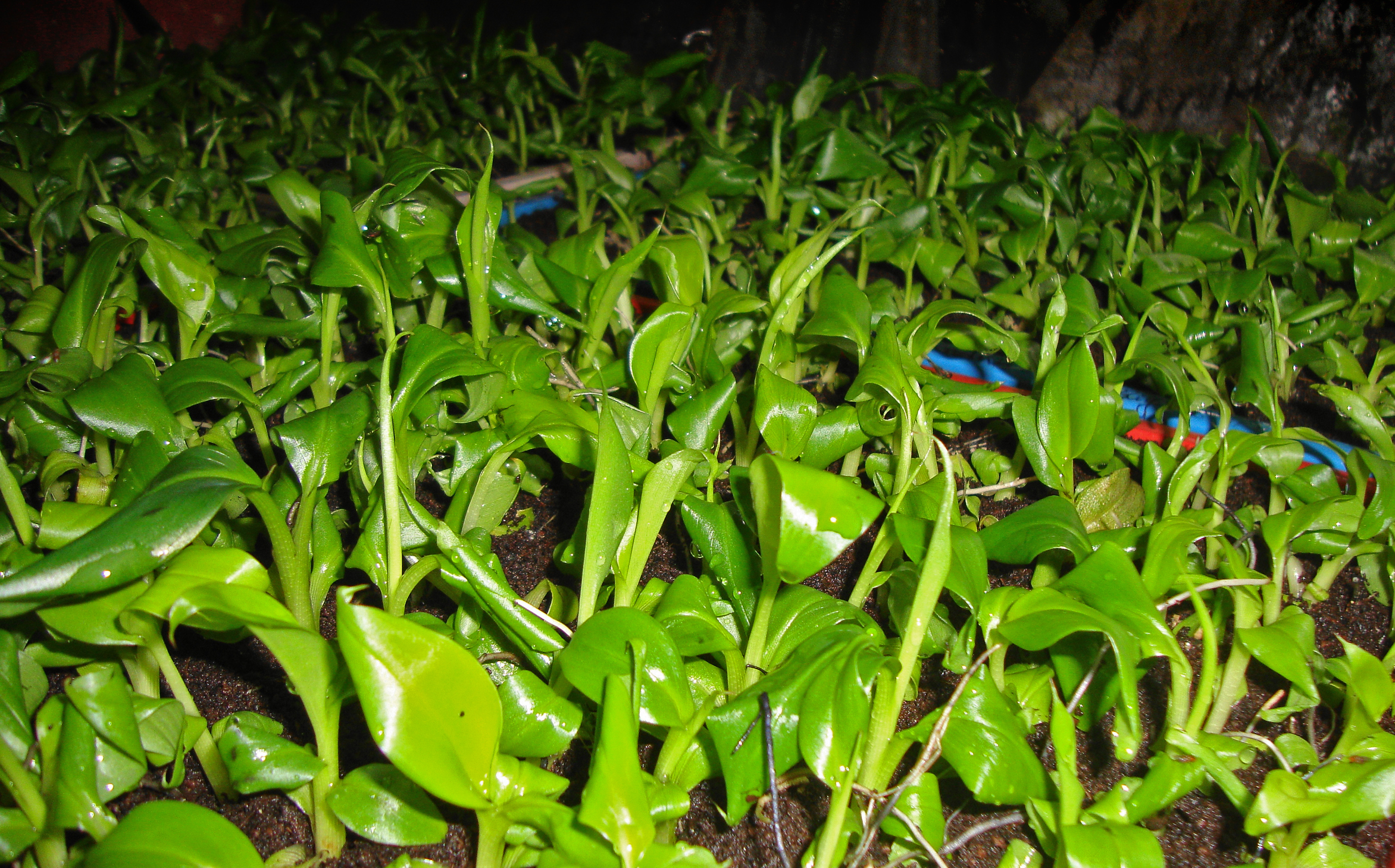
Plântulas de bananeira transferidas ao solo (com vermicomposto) do meio de cultura. Esse processo é feito para a aclimatação das plantas ao solo, sendo que elas foram previamente cultivadas em meios de cultura. Após crescer por alguns dias as plântulas são transferidas ao campo.

Esta fase consiste em tratar as "plântulas-proveta" produzidas, de modo a incentivar o crescimento da raiz e a "resistentificação" da planta. Este procedimento é realizado In Vitro ou num ambiente esterelizado de um tubo de ensaio.
O crescimento da raiz nem sempre ocorre durante as primeiras fases da cultura de tecidos vegetais, e é obviamente uma exigência para um crescimento da planta bem sucedido após o processo de micropropagação. Para que se favoreça o crescimento das raízes, recorre-se à transferência das plântulas para um meio In Vitro que contém auxinas.
"Resistentificação" refere-se à preparação da planta para uma crescimento num ambiente natural. Até esta fase, as plântulas desenvolveram-se em condições ideais, concebidas para a incentivação de um crescimento rápido. Devido a isto, uma plântula que não passe por esta fase e que seja logo exposta num ambinte natural, irá estar mais susceptível a doenças e o seu uso da água e da energia será ineficiente.
A "resistentificação" normalmente envolve uma exposição lenta das plântulas a ambientes com muita humidade, com pouca luz e de temperatura amena, o que seria considerado uma ambiente para um crescimento normal das espécies em questão.
A fase do pretransplante nem sempre é realizada, pelo que é incorporada na fase da transferência da cultura para um meio natural, sendo então acrescentado a essa fase o tratamento (Ex Vitro) para o crescimento das raizes e para a obtenção de resistência.

### Transferência da cultura
Na fase final da micropropagação, as plântulas são transferidas para o solo, ou, o mais comum, transferidas para vasos com um composto orgânico para um crescimento contínuo atrvés dos métodos convencionais.

## Vantagens da Micropropagação
- Produz plantas livres de doenças.
- Produz plântulas enraizadas prontas para a plantação e crescimento, o que é melhor do que o recurso a sementes e a estacas.
- Possui uma fecundidade extremamente elevada, pelo que se obtêm milhares de plantas enquanto que através das técnicas convencionais se obtém apenas entre dezenas a centenas de plantas no mesmo período de tempo.
- É o único método viável para a regeneração de células genéticamente modificadas e para células resultantes da fusão de protoplastos.
- É um bom método de multiplicar plantas que não produzam sementes ou que apenas produzam em quantidades pouco lucrativas.
- A micropropagação produz plantas mais resistentes, com um crescimento mais rápido do que as plantas produzidas através de métodos convencionais.

## Desvantagens da Micropropagação
- É um processo muito dispêndioso e pode ter um custo laboral superior a 70%.
- Uma planta infectada pode produzir clones infectados.

A maior desvantagem é o custo. A maioria das plantas irão naturalmente produzir sementes, que normalmente são livres de doenças e que crescerão rápidamente sob boas condições. O número de semente produzidas varia, mas é normalmente aceitável para a multiplicação e é de graça. Por esta razão, muitos criadores de plantas nunca recorrerão à micropropagação devido ao seu custo proibitivo.
A mecanização do processo irá eliminar a maior parte dos custos laborais associados. No entanto, este objectivo tem provado grandes dificuldades até hoje, apesar das tentativas activas para desenvolver esta tecnologia.